# Гимназија Велика Плана
Гимназија Велика Плана је гимназија која се налази у Великој Плани у улици војводе Мишића 3. 

## Историјат
Гимназија у Великој Плани основана је 1950. године, али је у два наврата имала прекиде. У континуитету ради од 1991. године и од тада традиционално уписује четири одељења. Од школске 2014/2015. године први пут уписује три одељења првог разреда.

## Подручја рада и профили
Гимназија Велика Плана има следећа подручја рада и профиле:
- друштвено-језички смер[2][3]
- општи смер[4][5]